# Mormoops
Mormoops är ett släkte av fladdermöss som ingår i familjen bladhakor.

## Utseende
Individerna blir 50 till 73 mm långa (huvud och bål), har en 18 till 31 mm lång svans och väger 12 till 18 g. Underarmarna är 45 till 61 mm långa. Pälsens färg varierar mellan mörkbrun, rödbrun, ljusbrun eller andra toner av brun.  Mormoops blainvillii byter päls under årets lopp med en mörkare och en ljusare variant. På hakan finns flera bladformiga hudveck. Munnen är nästan gömd av långa styva hår som finns på varje sida. Även den uppåtriktade korta näsan har vikningar och knölar.

## Ekologi
Dessa fladdermöss lever i olika habitat. De hittas bland annat i fuktiga skogar, i torra buskskogar och i öknar. Arterna vistas i låglandet och i bergstrakter upp till 2000 meter över havet. Individerna vilar i grottor, i gruvor eller sällan i byggnader. I grottor bildar de stora kolonier med upp till 500 000 medlemmar. Där håller individerna vanligen lite avstånd från varandra. Arterna blir mindre aktiva under kalla årstider men de håller ingen vinterdvala. Medlemmar av släktet lämnar gömstället vid solnedgången och jagar olika insekter. Honor föder en unge per kull.

## Arter
Arter enligt Catalogue of Life, Wilson & Reeder (2005) samt IUCN:
- Mormoops blainvillii, Kuba, Hispaniola, Jamaica, Puerto Rico och mindre öar i regionen.
- Mormoops magna, är utdöd, levde på Kuba.
- Mormoops megalophylla, från sydvästra USA till norra Peru och östra Venezuela.

De två nu levande arterna listas av IUCN som livskraftig (Least Concern).